# Sammy Baugh
Pour les articles homonymes, voir Baugh.
College Football Hall of Fame 1951
Pro Football Hall of Fame 1963
(en) Statistiques sur pro-football-reference
Samuel Adrian Baugh, né le 17 mars 1914 à Temple (Texas) et mort le 17 décembre 2008 à Rotan (Texas), est un joueur de football américain ayant évolué comme quarterback, punter et defensive back.

## Biographie
Il étudie à la Texas Christian University avant d'être drafté en 1937 à la 6e position (premier tour) par les Redskins de Boston. Cette franchise est encore basée à Boston mais évolue dès sa première saison à Washington sous le nom des Redskins de Washington.
Il est sélectionné une fois au Pro Bowl (1951), neuf fois comme All-pro (1937, 1938, 1940, 1941, 1942, 1943, 1945, 1947 et 1948) et fait partie de l'Équipe NFL de la décennie 1940.
Après sa carrière sportive, il est entraîneur des Titans de New York (Jets de New York) en 1960-1961 et des Oilers de Houston (Titans du Tennessee) en 1964.
En 1963, il est également intronisé au Pro Football Hall of Fame. Les Redskins de Washington ont également retiré son numéro 33.